# Silvio Gallazzi
Silvio Gallazzi (Galliate, 20 dicembre 1922 – ...) è stato un calciatore italiano, di ruolo centravanti.

## Carriera
Nel 1940 è stato messo in lista di trasferimento dal Pernate.
Ha disputato tre stagioni, le ultime due di Serie B con la Pro Patria di Busto Arsizio dal 1940 al 1943, realizzando trentanove reti. Ha esordito tra i cadetti il 25 ottobre 1941 nella partita Pro Patria-Alessandria (0-0). Nella stagione 1941-1942 ha giocato 31 partite segnando 16 gol, grazie ai quali è risultato essere il miglior marcatore della sua squadra; l'anno successivo è invece andato a segno in 4 occasioni giocando 10 partite.

## Palmarès

### Club

#### Competizioni nazionali
- Serie C: 1

Pro Patria: 1940-1941